# Tatjana Schoenmaker
Pour les articles homonymes, voir Schoenmaker.
Tatjana Smith, née Tatjana Schoenmaker le 9 juillet 1997, est une nageuse sud-africaine, spécialisée dans la brasse. Après avoir gagné deux médailles d'or aux Jeux du Commonwealth de 2018 et trois autres aux Jeux africains de 2015, elle remporte l'or olympique lors des Jeux olympiques d'été de 2020 ainsi qu'au Jeux olympiques d'été de 2024.

## Carrière internationale

### Jeux africains de 2015 et Jeux du Commonwealth de 2018.
Lors des Jeux africains de 2015 organisés à Brazzaville au Congo, elle remporte l'or aux trois compétitions féminines de brasses en 50, 100 et 200 mètres.
Trois ans plus tard aux Jeux du Commonwealth de 2018 de Gold Coast en Australie, elle remporte également deux médailles d'or dans les compétitions du 100 mètres et du 200 mètres brasse féminin,,.

### Jeux olympiques de Tokyo 2020
En juin 2021, Schoenmaker s'est qualifié pour représenter l'Afrique du Sud aux Jeux olympiques d'été de 2020, reporté d'un an à cause de la pandémie de coronavirus.
Dans les préliminaires du 100 mètres brasse, Schoenmaker s'est classée première de toutes les manches, s'est qualifiée pour les demi-finales tout en établissant un nouveau record olympique et un nouveau record d'Afrique dans l'épreuve avec son temps de 1 min 4 s 82. Le record olympique qu'elle a battu était un temps de 1 min 4 s 93, établi aux Jeux olympiques d'été de 2016 par l'Américaine Lilly King. En demi-finale, Schoenmaker a nagé le plus rapidement sur la course avec un temps de 1 min 5 s 07 et s'est classée première avant la finale. En finale, Schoenmaker a remporté la médaille d'argent, qui représente la première médaille pour une femme sud-africaine en natation aux Jeux olympiques d'été depuis ceux de 2000.
Dans les séries préliminaires du 200 mètres brasse lors de la cinquième journée de compétition, Schoenmaker a nagé un temps de 2 min 19 s 16, établissant une nouvelle fois un nouveau record olympique, se qualifiant pour les demi-finales au premier rang du classement général et nageant moins d'un dixième de seconde plus lentement que le monde (record de 2 min 19 s 11 établi par Rikke Møller Pedersen). En demi-finale de l'épreuve, Schoenmaker a nagé en 2 min 19 s 33 et s'est classée première avant la finale.
En finale, Schoenmaker a établi un nouveau record du monde au 200 mètres brasse avec son temps de 2 min 18 s 95 et a remporté la médaille d'or,. Sa médaille d'or est la première médaille d'or remportée par une athlète sud-africaine aux Jeux olympiques d'été de 2020. Sa coéquipière, Kaylene Corbett, a également atteint la finale, c'est la première fois depuis les Jeux olympiques de Sydney en 2000 que deux femmes sud-africaines ont atteint la finale du même événement.
Suivant sa victoire, le Président de la république d'Afrique du Sud, Cyril Ramaphosa, a appelé la nageuse pour la féliciter en déclarant qu'elle avait « soulevé le pays ». « Merci beaucoup. C'était tout simplement incroyable. Vous avez fait cela pour le pays et pour vous-même et nous vous honorons, nous sommes vraiment ravis d'avoir vu cette performance incroyable » déclarait le président sud-africain dans la retranscription de l'appel publié sur Twitter.

### Jeux olympiques de Paris 2024
Sous le nom de Tatjana Smith (récemment mariée), elle remporte la médaille d'or du 100 mètres brasse en 1 min 05 s 28.

### Vie privée
Elle est la belle-sœur du joueur de rugby et capitaine des Springboks Siya Kolisi. Son mari, Joel Smith est en effet le frère de la femme de Kolisi, Rachel,,.

## Palmarès

### Jeux olympiques
- Jeux olympiques d'été de 2020 à Tokyo ( Japon) :
  -  Médaille d'or du 200 m brasse.
  -  Médaille d'argent du 100 m brasse.

- Jeux olympiques d'été de 2024 à Paris ( France) :
  -  Médaille d'or du 100 m brasse.
  -  Médaille d’argent du 200 m brasse.

### Championnats du monde
Grand bassin
- Championnats du monde 2019 à Gwangju ( Corée du Sud) :
  -  Médaille d'argent du 200 m brasse.
- Championnats du monde 2023 à Fukuoka ( Japon) :
  -  Médaille d'argent du 100 m brasse.
  -  Médaille d’or du 200 m brasse.

### Jeux du Commonwealth
- Jeux du Commonwealth 2018 à Gold Coast ( Australie) :
  -  Médaille d'or du 100 m brasse.
  -  Médaille d'or du 200 m brasse.
- Jeux du Commonwealth de 2022 à Birmingham ( Angleterre) :
  -  Médaille d'or du 200 m brasse.
  -  Médaille d'argent du 100 m brasse.

### Jeux Africains
- Jeux africains 2015 à Brazzaville ( République du Congo) :
  -  Médaille d'or du 50 m brasse.
  -  Médaille d'or du 100 m brasse.
  -  Médaille d'or du 200 m brasse.